# Marija Andelković
Marija Andelković é uma advogada sérvia, particularmente notável no combate à violência de género.
Licenciada pela Faculdade de Direito da Universidade de Belgrado,  advogada de profissão com mais de 20 anos de experiência no combate à Violência de género, e uma das Fundadoras da ASTRA, que é uma organização não governamental que se dedica à erradicação de todas as formas de tráfico de seres humanos na Sérvia.

## Prémios e homenagens
Marija Andelković foi homenageada pela Suécia, na exposição itinerante "Mundo Igualitário do ponto de vista do género - um tributo a quem luta pelos Direitos das Mulheres", constituída por quinze retratos de autoria da fotógrafa sueca Anette Brolenius, de personalidades que se distinguiram pela luta da Igualdade de Género e Direitos das Mulheres. Esta exposição esteve pela primeira vez em Portugal, abrindo ao público no dia 2 de março de 2020, no concelho do Funchal, na Região Autónoma da Madeira.